# Ismaïl El Inani
Ismail El Inani est un footballeur marocain né le 6 février 1981, c'est un gardien de but qui évolue actuellement aux FAR de Rabat.

## Carrière
- 2008 - 2009 : Union de Sidi Kacem  Maroc
- Depuis 2009 : FAR de Rabat  Maroc